# وادي مجردة
نهر مجردة (من اللاتينية: Bagrada بَگْرَدَا، باليونانية حسب بوليبيوس: Μακρα مَكْرَا) هو نهر في شمال إفريقيا ينبع من سوق أهراس في شمال شرق الجزائر عبر تونس قبل أن يصب في خليج تونس وبحيرة تونس. يبلغ طوله 450 كم (280 ميل) منها 350 كم بالتراب التونسي ليكون بذلك أطول أنهار تونس الدائمة المنسوب وإن كان غير منتظم حيث يتراوح بين المتر المكعب و 1 000 م3 في الثانية والسبب في ذلك هو النظام المطري لروافده والأودية التي تغذيه كوادي ملاق ووادي تاسة ووادي سليانة ووادي كساب ووادي باجة على سبيل المثال.

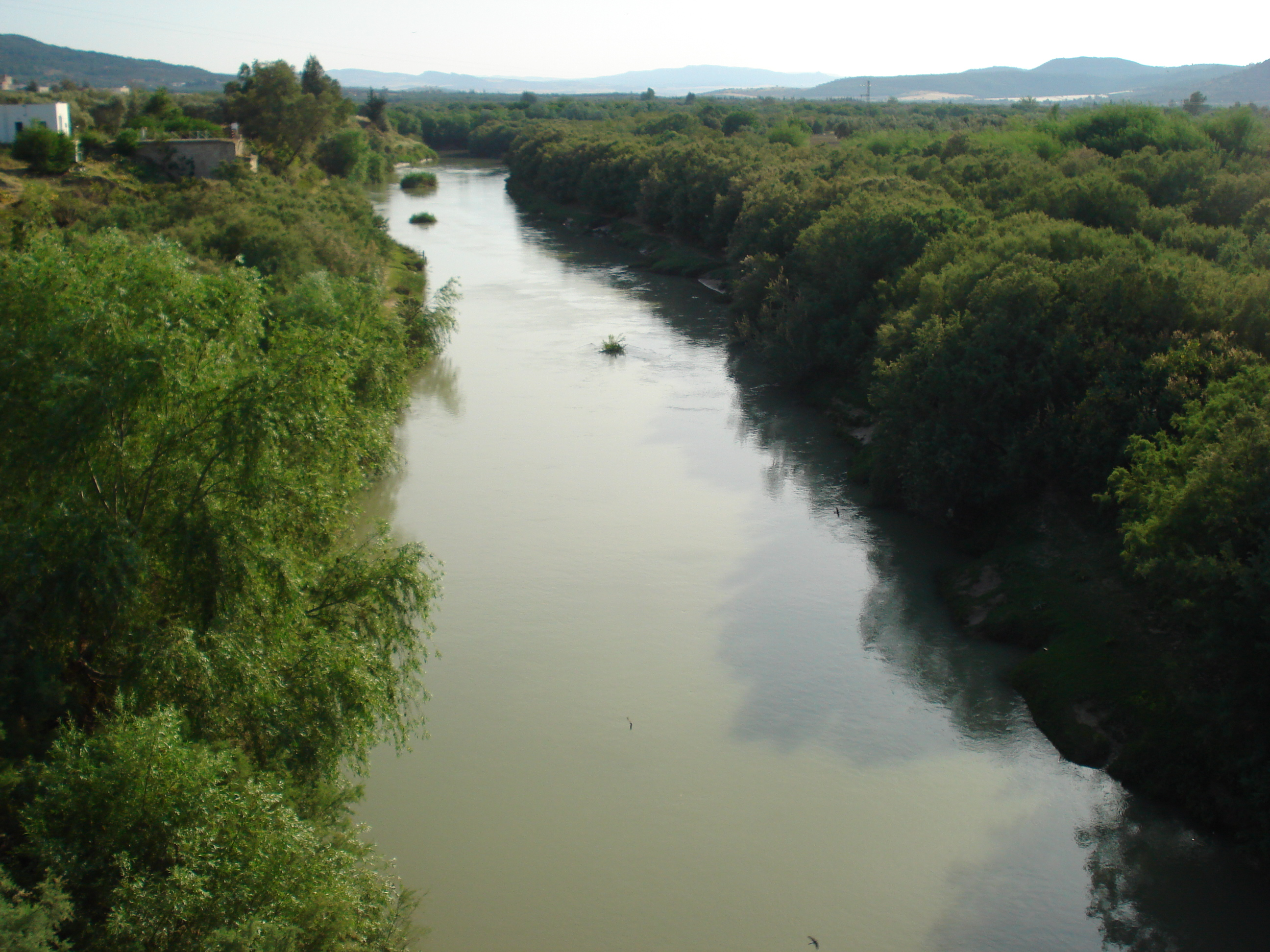
نهر مجردة على مستوى الطريق الوطنية رقم 5

تعتبر أراضي حوض مجردة الأكثر خصوبة بالبلاد التونسية وذلك بفضل روافد هذا النهر والتي تشكل 8,5% من الموارد المائية بالبلاد.

## السدود المقامة
- سد سيدي سالم (أكبر السدود التونسية)

## المدن المعبورة
- سوق أهراس (الجزائر)
- غار الدماء (تونس)
- جندوبة (تونس)
- بوسالم (تونس)
- تستور (تونس)
- مجاز الباب (تونس)
- طبربة (تونس)
- الجديّدة (تونس)

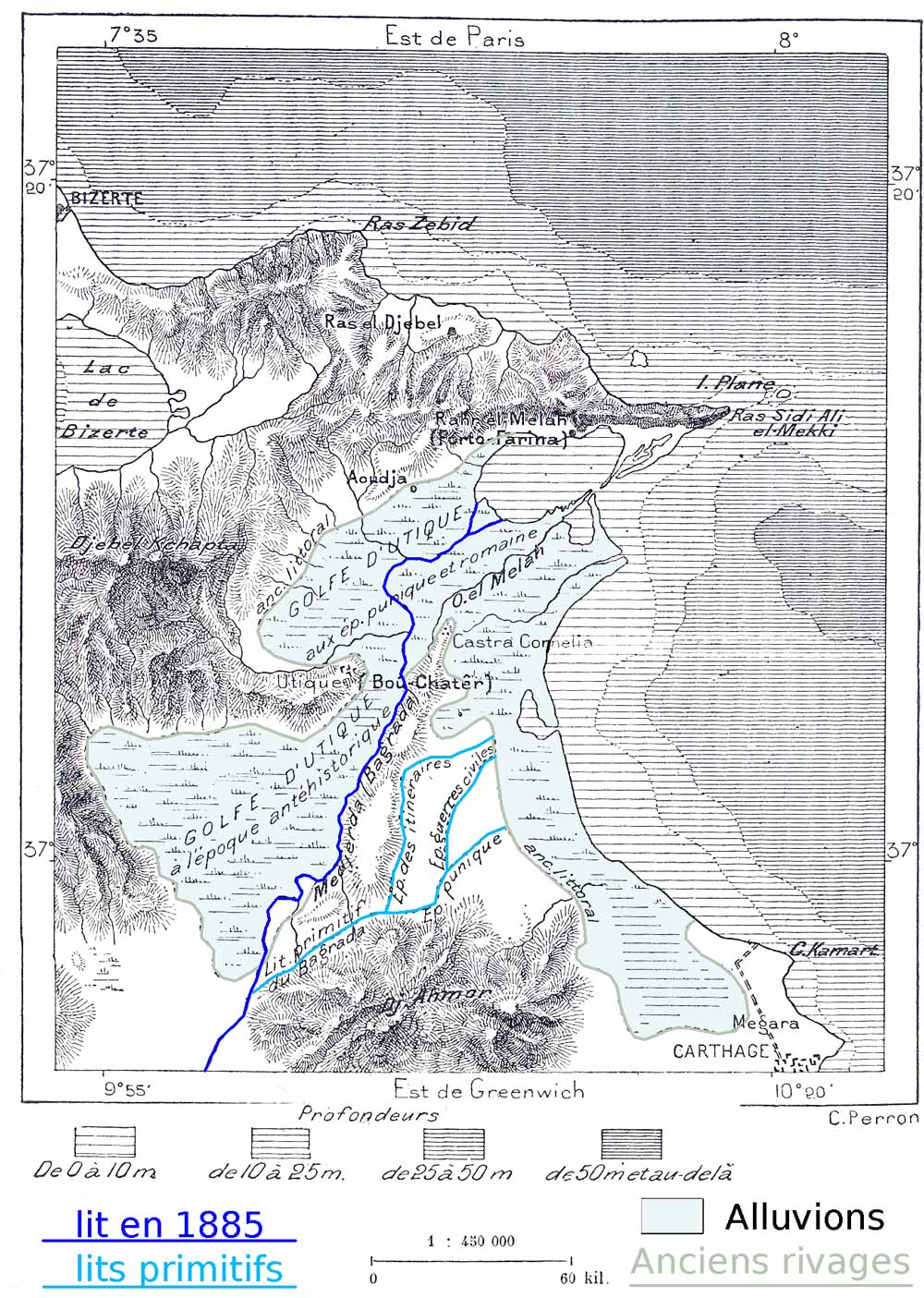
تطور مصب وادي مجردة عام 1885 م
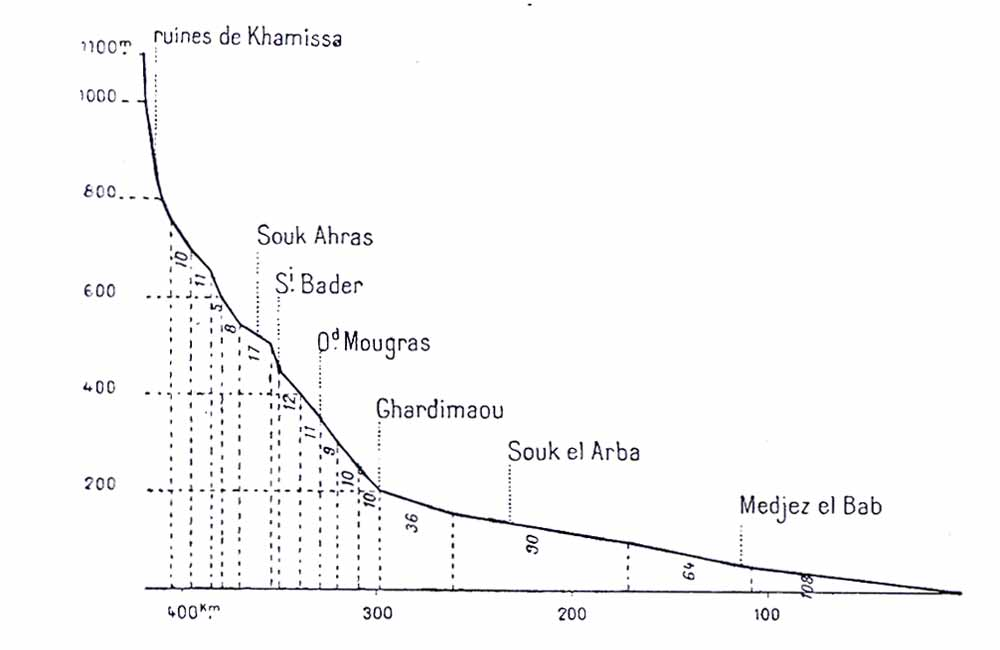
مقطع جغرافي لمسار وادي مجردة من منبعه إلى مصبه